# Gomponsom (département)
Pour l’article homonyme, voir Gomponsom.
Gomponsom est un département et une commune rurale du Burkina Faso de la province du Passoré dans la région Nord. En 2006, le département comptait 18 268 habitants.

## Villages
Le département se compose d'un village chef-lieu (populations actualisées en 2006) :
- Gomponsom (1 458 habitants)

et de 14 villages:
- Baniou (931 habitants)
- Dana (759 habitants)
- Kouni (2 650 habitants)
- Kounkané (803 habitants)
- Lablango (813 habitants)
- Niongnongo (1 666 habitants)
- Ouonon (1 626 habitants)
- Pougyango (1 247 habitants)
- Séloguin (203 habitants)
- Tibili (1 011 habitants)
- Tinkoguélga (1 423 habitants)
- Toéssin (674 habitants)
- Zambélé (1 014 habitants)
- Zougoungou (1 990 habitants)